# Siv Jensen

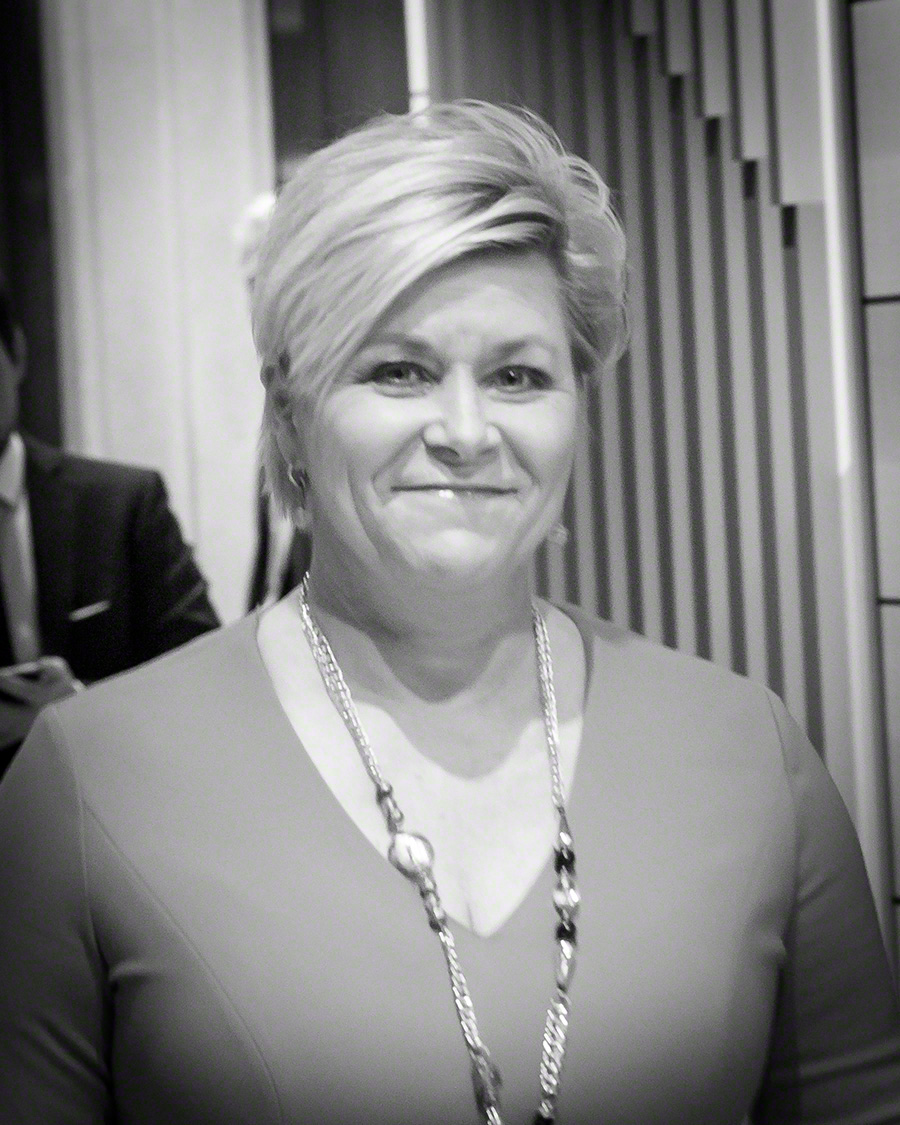
Siv Jensen, 2016

Siv Jensen (* 1. Juni 1969 in Oslo) ist eine norwegische Politikerin. Von Mai 2006 bis Mai 2021 fungierte sie als Vorsitzende der rechtspopulistischen Fremskrittspartiet (FrP). Zwischen Oktober 2013 und Januar 2020 war sie Finanzministerin in der Regierung Solberg. Von 1997 bis 2021 war sie Abgeordnete im Storting.

## Leben
Siv Jensen besuchte das Osloer Handelsgymnasium und erlangte 1992 den Abschluss als Diplomökonomin an der Norwegischen Handelshochschule. In der Zeit von 1995 bis 1999 saß sie im Stadtrat von Oslo. Bei der Parlamentswahl 1997 zog sie erstmals in das norwegische Nationalparlament Storting ein. Dort vertrat sie den Wahlkreis Oslo und sie wurde Sekretärin des Finanzausschusses. Im Jahr 1999 wählte man sie zur stellvertretenden Vorsitzenden ihrer Partei. Im Anschluss an die Wahl 2001 übernahm sie den Vorsitz des Finanzausschusses im Parlament und sie wurde stellvertretende Fraktionsvorsitzende der FrP-Gruppierung. Nach der Stortingswahl 2005 wechselte sie in den Ausschuss für äußere Angelegenheiten. Zudem übernahm sie den Posten als Fraktionsvorsitzende.

### Parteivorsitzende
Im Jahr 2006 übernahm sie den Parteivorsitz von Carl I. Hagen. Als neue Vorsitzende der Fremskrittspartiet versuchte sie, ihre Partei weg vom Image als Protestpartei und mehr in Richtung der bürgerlichen Mitte zu führen, um eine Regierungsbeteiligung nach der Parlamentswahl 2009 realistischer werden zu lassen. Bei der Wahl 2009 erreichte die FrP mit 22,9 % ihr bestes Ergebnis seit ihrer Gründung, sie konnte sich aber nicht an der Regierung beteiligen, da die linken Parteien die Mehrheit behielten. Jensen wechselte nach dieser Wahl in den Europaausschuss und blieb weiterhin Fraktionsvorsitzende.

### Finanzministerin
Obwohl ihre Partei bei der folgenden Parlamentswahl 2013, nach den Anschlägen in Norwegen, mit 16,3 % der Stimmen ein schwächeres Ergebnis erzielte, schaffte es die Fremskrittspartiet nun, Teil der Regierung zu werden. Jensen wurde in der Folge am 16. Oktober 2013 zur Finanzministerin in der Regierung unter Staatsministerin Erna Solberg ernannt. Diesen Posten behielt sie auch nach der Wahl 2017. Im Oktober 2019 wurde sie die am längsten amtierende Finanzministerin seit Ende des Zweiten Weltkriegs.
Am 20. Januar 2020 erklärte Siv Jensen den Austritt ihrer Partei aus der Regierung Solberg. Als Begründung nannte sie die Rückholung einer norwegisch-pakistanischen Anhängerin des sogenannten Islamischen Staats (IS) aus einem Lager im Norden Syriens nach Norwegen. Die Frau war mehrfach in Propagandavideos der Organisation aufgetreten. Die Fremskrittspartiet hatte zuvor der Rückführung der beiden Kinder der Frau zugestimmt, aber die der Mutter verweigert. Diese wiederum weigerte sich, ihre Kinder nach Norwegen reisen zu lassen, wenn sie nicht ebenfalls zurückgeholt würde. Die Frau selbst gab an, nicht freiwillig beim IS mitgemacht zu haben, sondern gezwungen worden zu sein. Ministerpräsidentin Erna Solberg bestimmte eine Ausnahme aus humanitären Gründen und die Frau durfte mit ihren Kindern nach Norwegen zurückkehren. Am 24. Januar 2020 wurde das neue Kabinett der Regierung Solberg vorgestellt, der Høyre-Politiker Jan Tore Sanner ersetzte sie dabei als neuer Finanzminister. Jensen kehrte damit als Abgeordnete ins Storting zurück, nachdem sie zuvor wegen ihrer Regierungsmitgliedschaft ihr Mandat ruhen lassen musste. Sie wurde erneut zur Fraktionsvorsitzenden gewählt und wurde Mitglied im Außen- und Verteidigungsausschuss.

### Rückzug
Am 18. Februar 2021 kündigte Jensen an, sich vom Posten als Parteivorsitzende zurückzuziehen. In Umfragen hatte die Partei zuvor stark an Zustimmung verloren, sie selbst begründete ihren Rücktritt damit, dass sie mehr Zeit für sich selbst brauche. Sie gab auch bekannt, dass sie bei der Parlamentswahl im September 2021 nicht erneut antreten werde. Bei einem Parteitag der Fremskrittspartiet am 8. Mai 2021 wurde Sylvi Listhaug zu ihrer Nachfolgerin als FrP-Vorsitzende gewählt. Im Herbst 2021 schied sie aus dem Storting aus.
Jensens Autobiografie Siv. Med egne ord wurde im November 2021 veröffentlicht. In dieser schrieb sie unter anderem über ihre Zeit in der Spitzenpolitik.

## Privates
Jensen ist die Urenkelin der Frauenrechtlerin Betzy Kjelsberg. Ihre Schwester Nina Jensen ist Meeresbiologin und war von 2012 bis 2017 Generalsekretärin des WWF in Norwegen. Seit 2018 ist sie CEO von REV Ocean.